# CBS (대한민국의 방송사)
CBS기독교방송(基督敎放送, 영어: Christian Broadcasting System)은 개신교계 케이블 방송 중 하나로서, 1954년 12월 15일에 설립한 대한민국 최초의 기독교 라디오 방송국이다.

## 개요
법인명은 (재)CBS기독교방송, 영문명은 Christian Broadcasting System, 약칭은 CBS이다. 대한민국에서는 "CTS기독교TV"과 구분하기 위해 "CBS기독교방송"로 통칭한다.

## 연혁
- 1959년 3월 26일 - 대구 기독교 방송국 개국 (호출부호:HLKT, 주파수 중파 1000kHz, 출력 250W)
- 1959년 12월 23일 - 부산 기독교 방송국 개국 (호출부호 HLKP, 주파수 중파 1400kHz, 출력 250W)
- 1961년 6월 16일 - 설립허가 획득
- 1961년 8월 1일 - 광주시 백운동 511번지에 창립(HLCL 1,000㎑, 250W)
- 1962년 3월 12일 - 제1대 국장 곽인송 취임(1962. 03. 12 ~ 1962. 12. 09)
- 1962년 12월 10일 - 제2대 국장 이병연 취임(1962. 12. 10 ~ 1963. 05. 30)
- 1963년 6월 1일 -  제3대 국장 김봉배 취임(1963. 06. 01 ~ 1967. 12. 18)
- 1963년 11월 15일 - 연주소를 계명대학교 구내에서 중구 전동 23번지로 이동 송신소를 칠곡군 매천동으로 신축 이전
- 1967년 1월 1일
  - HLKY으로 호출부호 명칭 변경
  - 부산 기독교 방송국을 기독교 부산방송으로 개칭
  - 대구 기독교 방송국을 기독교 대구방송으로 개칭
- 1967년 12월 19일 제4대 국장 서주봉 취임(1967. 12. 19 ~ 1971. 06. 05)
- 1968년 10월 1일 - 기독교 광주방송 연주소 이전(광주시 동구 금남로 1가 YMCA3층)
- 1969년 3월 1일 - 기독교 광주방송 송신소 신설(광주시 북구 삼각동 642번지/철탑 120M,탑 로딩형)
- 1969년 4월 17일 - 부산CBS 연주소를 부산시 중구 광복동1가 38번지로 이전
- 1970년 6월 1일 - 기독교 광주방송 연주소 이전(광주시 동구 금남로 4가 한일빌딩 4층)
- 1970년 7월 20일 - 서울-광주간 M/W 개통(중앙국 PGM 동시 중계방송)
- 1971년 6월 5일 - 제5대 국장 최용한 취임(1971. 06. 05 ~ 1973. 11. 30)
- 1973년 12월 1일 - 제6대 국장 남태우 취임(1973. 12. 01 ~ 1975. 11. 27)
- 1974년 4월 서독 교계원조로 연주소시설 전면교체 및 송신소 시설 일부 보강
- 1975년 6월 5일 - 기독교 대구방송 연주소를 대구 동성로 대구백화점 10층으로 이전
- 1975년 11월 27일 - 제7대 국장 안상현 취임(1975. 12. 01 ~ 1980. 03. 31)
- 1976년 4월 1일 - 기독교 광주방송 연주소 이전(광주시 금남로 3가 카톨릭 센타 7층)
- 1977년 9월 29일 - 북구 침산동 3-7번지 현부지로 사옥신축 기공
- 1978년 11월 7일 - 신축사옥 준공 연주소 이전 (연건평 753평 지하 1층 지상 5층)
- 1980년 4월 1일 - 제8대 국장 홍영표 취임(1980. 04. 01 ~ 1982. 08. 31)
- 1980년 4월 24일 - 법정측정 계기류 구입배치
- 1980년 5월 18일 - 5ㆍ18 광주민주항쟁 기간동안 기독교 광주방송의 정규방송 중단
- 1980년 11월 25일
  - 1980년 언론 통폐합으로 보도방송과 광고방송 중단
  - 언론통폐합(기독교방송 뉴스 강제 중단)
- 1980년 11월 30일
  - 언론통폐합으로 광고방송 중단
  - 언론통폐합(기독교방송 광고 강제 중단)
- 1980년 12월 1일
  - 기독교 부산방송 운영위원회 조직
  - 기독교 대구방송 운영위원회 조직
  - 통폐합조치로 직원 17명 KBS로 이적
- 1981년 3월 9일 - 기독교 대구방송 선교후원회 조직
- 1982년 12월 1일 - 제9대 국장 한상용 취임(1982. 11. 01 ~ 1983. 10. 30)
- 1983년 11월 1일 - 제10대 국장 윤용상 취임(1983. 11. 01 ~ 1989. 04. 30)
- 1984년 12월 3일 - 기독교 광주방송 연주소 이전(광주시 북구 유동 107-5 YWCA 7층)
- 1986년 3월 3일 - CBS여성합창단 창단
- 1987년 10월 10일 - 뉴스보도 기능 부활, 협찬광고 허용
- 1987년 10월 19일
  - 보도 방송 재개
  - 뉴스 방송 시작
- 1988년 1월 1일 - 상업방송 전면 허용
- 1988년 6월 1일 - 제11대 국장 한영준 취임(1989. 05. 01 ~ 1992. 04. 30)
- 1988년 11월 17일 - 연주소 장비 교체(PHILIPS--STUDER)및 이동국(중계차) 설비
- 1989년 1월 1일 - 광고방송 재개
- 1990년 12월 1일 - CBS대구방송 본부로 기구 개편
- 1991년 1월 17일 - 새 송신소 건립위원회 구성
- 1991년 8월 9일 - 기독교 광주방송 송신소 이설(광주시 광산구 신룡동 산 52-1,2)
- 1992년 5월 1일 - 제12대 본부장 이정일 취임(1992. 05. 01 ~ 1994. 04. 15)
- 1992년 11월 3일 - 기독교 광주방송 연주소 사옥 기공(서구 금호개발지구)
- 1994년 4월 15일 - 기독교 광주방송 연주소 사옥 준공(광주시 서구 금호동 721-2, 5층, 연건평 920평)
- 1994년 4월 16일 - 제13대 본부장 윤용상 취임(1994. 04. 16 ~ 1995. 02. 05)
- 1995년 2월 6일 - 제14대 본부장 조춘택 취임(1995. 02. 06 ~ 1996. 12. 31)
- 1995년 12월 15일 - CBS 음악FM 개국
- 1995년 12월 27일 - 고체송신기로 교체 및 원격조정 설비함
- 1996년 11월 16일 - 신룡 송신소 무인화로 엔지니어 완전 철수
- 1997년 1월 1일 - 제15대 본부장 김재익 취임(1997. 01. 01 ~ 1998. 01. 31)
- 1998년 2월 1일 - 제16대 본부장 노병유 취임(1998. 02. 01 ~ 2001. 11. 22)
- 1998년 7월 7일 - 문화관광부에서 정보통신부에 표준FM 개설 허가 추천
- 1998년 7월 25일 - 표준FM방송 설립을 위한 선교후원회 조직
- 1998년 12월 15일 - CBS 표준FM 개국
- 1999년 1월 1일 - 대구기독교방송 허가
- 1999년 3월 12일 - 대구CBS 표준FM 방송국 허가 (정보통신부) 주파수 103.1㎒, 5㎾
- 1999년 7월 6일 - 경북동부지역 난청해소를 위해 기독교포항방송 설립준비위원회
- 1999년 7월 15일 - 기독교포항방송 설립추진위원회를 구성하여 설립인가 신청서 제출
- 1999년 7월 29일 - 기독교경남방송 허가
- 2000년 1월 14일
  - 기독교경남방송 설립추천(문화관광부)
  - 기독교포항방송 설립추천(문화관광부)
- 2000년 5월 18일 - 기독교포항방송 설립허가 기념예배
- 2000년 5월 24일
  - 기독교경남방송 설립허가(정보통신부) / 출력 5kW 주파수 106.9MHz 가청지역 : 마산, 창원, 진해, 양산, 거제, 통영, 사천, 고성, 함안, 남해
  - 기독교포항방송 설립허가(정보통신부) / 출력 3kW 주파수 91.5MHz 가청지역 : 포항, 경주, 영덕, 울진, 울릉
- 2000년 9월 18일 - 기독교포항방송 시험 방송 개시
- 2000년 12월 1일 - 기독교경남방송 시험 방송 개시
- 2001년 3월 5일 - 개국 전 축하행사(주기철 목사 일대기 성극)
- 2001년 11월 23일 - 제17대 본부장 김종락 취임(2001. 11. 23 ~ 2003. 04. 13)
- 2002년 3월 7일 - CBS 위성TV방송 개국(채널 704)
- 2003년 2월 16일 - CBS 위성TV채널 변경(채널 162)
- 2003년 4월 14일 - 제18대 본부장 노병유 취임(2003. 04. 14 ~ 2004. 08. 31) ※ 2004. 03. 01 ~ 06. 17 : 전북방송본부장겸직
- 2004년 9월 1일 - 제19대 본부장 이길형 취임(2004. 09. 01 ~ 2006. 02. 28)
- 2006년 3월 1일 - 제20대 본부장 박용수 취임(2006. 03. 01 ~ 2008. 02. 17)
- 2006년 7월 1일 - CBS TV 로컬방송 개시
- 2008년 2월 18일 - 제21대 본부장 박준일 취임(2008. 02. 18 ~ 2010. 12. 16)
- 2010년 12월 1일 - 주조정실 디지털 믹서로 교체
- 2010년 12월 17일 - 제22대 본부장 김진오 취임(2010. 12. 17 ~ 2011. 03. 23)
- 2011년 3월 11일 - 광주CBS 창립50주년 비전선포식
- 2011년 3월 24일 - 제23대 본부장 박옥배 취임(2010. 03. 24 ~ 2012. 12. 20)
- 2012년 12월 20일 - 제24대 본부장 손호상 취임(2012. 12. 20 ~ 2014. 12. 17)
- 2013년 6월 5일 - 미디어 선교협의회 창립.
- 2013년 12월 5일 - CBS안동중계소 설립 감사 및 후원의 밤(안동 리첼호텔)
- 2014년 6월 25일 - CBS안동중계소 개국기념 '말씀과 찬양의 밤'행사(안동서부교회)
- 2013년 9월 12일 - 안동중계소 설립 교계설명회(안동)
- 2014년 12월 18일 - 제25대 김갑수 본부장 취임(2014. 12. 18 ~ 2015. 12. 31)
- 2015년 12월 - 연주소 방송송출제작 시스템 nCROSS로 전환 - 광주 목포지역 TV 디지털 방송 시작
- 2016년 1월 1일 - 제26대 김진오 본부장 취임
- 2019년 6월 26일 - 제27대 최문희 본부장 취임
- 2019년 12월 31일 - 2019년도 CBS 지역방송본부 경영 평가 1위 수상
- 2020년 12월 31일 - 2020년도 CBS 지역방송본부 경영 평가 1위 수상
- 2021년 6월 18일 - 제28대 정용선 본부장 취임

## 역사

### 개국
1954년 12월 15일 아시아 최초의 민영방송 이면서 나아가 기독교 교양 육성과 복음 전파를 위한 민간 종교방송국으로서 'CBS기독교방송국'(基督敎放送局, 콜사인 'HLKY')으로 개국하였다.

### 언론통폐합
언론통폐합으로 1980년 11월 25일 전두환 군사정권으로부터 보도방송이 금지당하고 선교방송만 해야하는 언론탄압을 받았다. 이는 CBS기독교방송이 민주화운동에 동참했기 때문으로 여겨지고 있으며, 1986년 CBS기독교방송 기능 정상화 100만인 서명운동 개시 등의 저항으로, 1987년 6.29 선언이 지난 뒤인 10월 15일을 기해 보도방송 재개, 해직된 언론인 복직 등으로 정상화되었다.

### 이전
1992년 12월 15일에 서울특별시 종로구 대학로 19 (연지동 136-46)에서 서울특별시 양천구 목동서로 159-1 (목1동 917-1)으로 이전하였다. 1995년에 CBS 음악FM 방송이 개국하였고, 이후 1998년에 CBS 표준FM 방송이 개국하였다. KBS 1TV가 2002년 3월 1일에 CBS TV가 개국하였다. 이와 함께 미주지역 CBS TV가 송출로 해외 위성방송업체와도 제휴 및 방송망을 넓히면서 본격적인 해외 영상 송출의 시대를 열게 됐다.

### 확장
2003년 11월 3일 종합 멀티미디어 인터넷뉴스인 '노컷뉴스'를 창간했다. 2006년 11월 29일에는 무가지 신문 '데일리노컷뉴스'를 창간하였으나 2014년 7월 15일 경영악화로 파산했다. 2005년 이후 아시아의 위성방송 사업자인 스카이라이프와 지역 케이블 방송을 통해 TV 방송도 방송되고 있다.

### 현재
현재는 표준 FM 방송은 시사보도를, 음악FM 방송은 대중음악을, TV방송은 개신교 선교 내용을 중점으로 두고 방영하고 있다. 뉴스 포털 '노컷뉴스'는 정치, 경제, 사회, 문화, 국제, 연예, 스포츠, 동영상, 그래픽뉴스 등을 다루며, CBS의 뉴미디어 분야를 견인하고 있는 지회사인 CBSi가 발행,운영하고 있다. 2014년 CBS의 창사 60주년을 맞아 새로운 심벌로 교체했으나, 일부 프로그램 오프닝과 지역 CBS에서는 구 로고와 신 로고를 병합해서 사용중이다. 같은해 4월 29일 CBS광주방송 파업으로 인한 온에어 서비스가 중단되었다. CBS광주방송 온에어는 6월 1일에 재송출됐다. 2015년 3월 11일 CBS TV의 HD방송이 시작됐다. CBS 인터넷 라디오 레인보우로 송출되는 24시간 크리스천 음악 방송 JOY4U가 2015년 9월 14일 개국하였다.

## 로고송
- CBS 표준FM에서는 간혹 신원 미상의 남성이 부르는 '사랑의 라디오 CBS CBS'라는 가사의 로고송이 사용되고 있다. 또한 일부 시간을 제외한 30분 시보때는 구 로고송 '정직한 세상을 가꾸는 CBS'라는 로고송이 사용되고 있다. 또한 "마음과 마음 이어가요 아름다운 세상 CBS"가 사용되었다.
- CBS TV에서는 '사랑을 전하는 축복의 통로 CBS'나 '정직한 세상을 가꾸는 CBS'라는 가사의 로고송이 사용되었다.
- CBS 음악FM에서는 'Good Music Station CBS FM' 등의 로고멘트와 신원 미상의 한 남성 그룹이 빠른 음악과 느린 음악 버전 그리고 락버전으로 'CBS FM~'이라고 부르는 로고송이 각각 사용되고 있으며, 프로그램 선광고 후에는 한 남성 그룹이 부르는 '아름다운 이 시간, 함께 만들어요. 눈부신 세상이여. CBS FM'과 한 여성 가수가 부르는 '언제나 내게 힘을 주는 내 친구 CBS FM'이라는 로고송도 사용되고 있다. (새벽 방송 제외)

## 역대 연중캠페인
- 2008년: 당신을 사랑합니다
- 2009년: 당신이 희망입니다
- 2010년: 나누면 희망이 됩니다
- 2011년: 나눔, 사랑의 시작입니다
- 2012년: 함께 만드는 세상이 행복합니다
- 2013년: 사랑이 세상을 바꿉니다
- 2014년: 당신을 믿습니다
- 2015년: 우리에겐 꿈이 있습니다
- 2016년: 당신을 응원합니다
- 2017년: 나부터 새로워지겠습니다(종교개혁 500주년 CBS,국민일보 공동)
- 2018년: 다음 세대를 생각합니다
- 2019년: 함께하는 세상 만들어요
- 2020년: 평화의 길 함께 열어가요
- 2021년: 함께라면 할 수 있어요
- 2022년~현재: Happy Birth K 저출산 위기극복

## 이사회 구성
CBS기독교방송 재단 이사회는 한국 교회를 대표하는 기독교 교단에서 파송된 20명의 이사와 2명의 감사로 이루어져 있다.
- 대한예수교장로회(통합) 3명
- 대한예수교장로회(합동) 1명
- 대한예수교장로회(고신) 1명
- 기독교대한성결교회 1명
- 기독교대한감리회 2명
- 기독교한국침례회 1명
- 기독교한국루터회 1명
- 대한성공회 1명
- 구세군 대한본영 1명
- 기독교대한복음교회 1명
- 한국기독교장로회 1명
- 한국기독교교회협의회 1명
- CBS기독교방송 사장 1명
- 전문이사 3명
- 감사 2명

## 자회사 지역 방송국
영동과 경남을 제외한 나머지는 실시간 방송 지원
| 방송국             | 소재지                                  | 개국일           | 도메인                           | 실시간 여부 |
| ------------------ | --------------------------------------- | ---------------- | -------------------------------- | ----------- |
| 기독교대구방송     | 대구광역시 북구 중앙대로 612            | 1959년 3월 26일  | 기독교대구방송 공식 홈페이지     | O           |
| 기독교부산방송     | 부산광역시 부산진구 신암로 141          | 1959년 12월 23일 | 기독교부산방송 공식 홈페이지     | O           |
| 기독교광주방송     | 광주광역시 서구 운천로 89               | 1961년 8월 1일   | 기독교광주방송 공식 홈페이지     | O           |
| 기독교전북방송     | 전북특별자치도 전주시 덕진구 번영로 453 | 1961년 11월 1일  | 기독교전북방송 공식 홈페이지     | O           |
| 기독교충북방송     | 충청북도 청주시 서원구 수곡로5번길 17   | 1990년 6월 28일  | 기독교충북방송 공식 홈페이지     | O           |
| 기독교강원방송     | 강원특별자치도 춘천시 서면 박사로 892   | 1995년 5월 2일   | 기독교강원방송 공식 홈페이지     | O           |
| 기독교대전방송     | 대전광역시 중구 계백로 1712             | 1998년 12월 21일 | 기독교대전방송 공식 홈페이지     | O           |
| 기독교포항방송     | 경상북도 포항시 남구 상공로 10          | 2000년 10월 24일 | 기독교포항방송 공식 홈페이지     | O           |
| 기독교전남방송     | 전라남도 순천시 중앙로 66 8층           | 2000년 11월 6일  | 기독교전남방송 공식 홈페이지     | O           |
| 기독교경남방송     | 경상남도 창원시 성산구 창이대로 510 4층 | 2001년 3월 8일   | 기독교경남방송 공식 홈페이지     | X           |
| 기독교제주방송     | 제주특별자치도 제주시 과원북2길 1, 2층  | 2001년 6월 12일  | 기독교제주방송 공식 홈페이지     | O           |
| 기독교강원영동방송 | 강원특별자치도 강릉시 원대로26번길 32   | 2001년 8월 20일  | 기독교강원영동방송 공식 홈페이지 | X           |
| 기독교울산방송     | 울산광역시 남구 중앙로 216              | 2004년 3월 30일  | 기독교울산방송 공식 홈페이지     | O           |

## 표준FM
* 서울을 제외한 AM방송은 2022년 11월 8일 부로 송출이 중단되면서 전부다 FM으로만 방송한다.
| 방송국             | 호출부호       | 송신소          | 표준FM     | 표준FM | 송신소 위치                                             | 개국일/변경일    | 수신가능지역                                                                                |
| 방송국             | 호출부호       | 송신소          | 주파수     | 출력   | 송신소 위치                                             | 개국일/변경일    | 수신가능지역                                                                                |
| ------------------ | -------------- | --------------- | ---------- | ------ | ------------------------------------------------------- | ---------------- | ------------------------------------------------------------------------------------------- |
| CBS 표준FM         | HLKY           | 능곡 송신소     | AM 837㎑   | 50㎾   | 경기 고양시 덕양구 행주내동 373-7                       | 1966년 12월 30일 | 서울, 인천, 경기 일원, 북한(개성) 등 일부                                                   |
| CBS 표준FM         | HLKY-SFM(표준) | 관악산 송신소   | FM 98.1㎒  | 10㎾   | 경기 과천시 중앙동 산12-1 (넥스콘테크)                  | 1998년 12월 15일 | 서울, 인천, 경기 일원, 북한(개성) 등 일부                                                   |
| CBS 표준FM         | HLKY-SFM(표준) | 경기남부 중계소 | FM 100.7㎒ |        | 경기 수원시                                             | 2018년           | 경기도 수원시, 오산시, 화성시, 평택시 일원                                                  |
| 강원CBS 표준FM     | HLDC-FM        | 느랏재 송신소   | FM 93.7㎒  | 3㎾    | 강원 춘천시 동면 평촌리 산46-4                          | 1995년 5월 2일   | 강원특별자치도 춘천시, 철원군, 화천군, 양구군 일원, 경기도 가평군, 포천시, 연천군 일부      |
| 강원CBS 표준FM     | HLDC-FM        | 홍천 중계소     | FM 93.7㎒  | 90W    | 강원 홍천군 홍천읍 연봉리 191-4                         |                  | 강원특별자치도 홍천군                                                                       |
| 강원CBS 표준FM     | HLDC-FM        | 윗도골 중계소   | FM 94.9㎒  | 200W   | 강원 원주시 소초면 수암리 산209-2 (G1방송)              | 2015년 4월 13일  | 강원특별자치도 원주시, 횡성군 일원, 경기도 이천시, 여주시, 양평군 일부                      |
| 강원영동CBS 표준FM | HLCO-FM        | 괘방산 송신소   | FM 91.5㎒  | 3㎾    | 강원 강릉시 강동면 정동진리 산19-1 (MBC강원영동)        | 2001년 8월 20일  | 강원특별자치도 강릉시 일원, 양양군, 속초시, 고성군, 동해시, 삼척시, 평창군 일부             |
| 강원영동CBS 표준FM | HLCO-FM        | 초록봉 중계소   | FM 91.9㎒  | 100W   | 강원 동해시 비천동 산243-2                              | 2020년 하반기    | 강원특별자치도 동해시, 삼척시 일원, 강릉시, 정선군 일부                                     |
| 강원영동CBS 표준FM | HLCO-FM        | 속초 중계소     | FM 91.9㎒  | 100W   | 강원 속초시 도문동 산321                                | 2020년 하반기    | 강원특별자치도 속초시 일원, 양양군, 고성군 일부                                             |
| 충북CBS 표준FM     | HLAC-FM        | 부모산 송신소   | FM 91.5㎒  | 3㎾    | 충북 청주시 흥덕구 지동동 산7-3                         | 1990년 6월 28일  | 충청북도 청주시, 진천군, 증평군, 세종특별자치시 일부                                        |
| 충북CBS 표준FM     | HLAC-FM        | 남산 중계소     | FM 99.3㎒  | 300W   | 충북 충주시 안림동 산57-37 (문스톤)                     | 2020년 하반기    | 충청북도 충주시                                                                             |
| 대전CBS 표준FM     | HLDX-FM        | 식장산 송신소   | FM 91.7㎒  | 5㎾    | 대전 동구 낭월동 300 (TJB 대전방송)                     | 1998년 12월 21일 | 대전광역시, 세종특별자치시, 충청남도 천안시, 충청북도 청주시, 옥천군, 보은군, 영동군 일부   |
| 대전CBS 표준FM     | HLDX-FM        | 내포 중계소     | FM 99.3㎒  | 100W   | 충남 예산군 응봉면 계정리 119-6                         | 2012년 6월 1일   | 충청남도 홍성군, 태안군, 서산시, 보령시, 당진시, 청양군                                     |
| 전북CBS 표준FM     | HLCM           | 오산 송신소     | AM 1314㎑  | 3㎾    | 전북 익산시 오산면 오산리 214                           | 1961년 11월 1일  | 전북특별자치도 일부                                                                         |
| 전북CBS 표준FM     | HLCM-SFM       | 모악산 송신소   | FM 103.7㎒ | 5㎾    | 전북 김제시 금산면 금산리 산1 (JTV 전주방송)            | 2000년 9월 22일  | 전북특별자치도 일부                                                                         |
| 전북CBS 표준FM     | HLCM-SFM       | 교룡산 중계소1  | FM 90.7㎒  | 200W   | 전북 남원시 산곡동 산25-1 (전주MBC)                     | 2012년 3월 25일  | 전북특별자치도 남원시, 순창군                                                               |
| 전북CBS 표준FM     | HLCM-SFM       | 고창 중계소     | FM 96.3㎒  | 100W   | 전북 고창군 고창읍 교촌리 산5                           | 2013년 7월 11일  | 전북특별자치도 고창군                                                                       |
| 광주CBS 표준FM     | HLCL           | 신룡 송신소     | AM 999㎑   | 10㎾   | 광주 광산구 신룡동 52-1                                 | 1961년 6월 16일  | 광주광역시, 전라남도 일부                                                                   |
| 광주CBS 표준FM     | HLCL-SFM       | 무등산 송신소   | FM 103.1㎒ | 5㎾    | 광주 북구 금곡동 산1-1 (kbc 광주방송)                   | 1999년 5월 4일   | 광주광역시, 전라남도 일부                                                                   |
| 전남CBS 표준FM     | HLCL-FM        | 구봉산 송신소   | FM 102.1㎒ | 2㎾    | 전남 여수시 여서동 산163-3 (여수MBC)                    | 2000년 11월 16일 | 여수시, 고흥군 일원, 광양시, 보성군, 곡성군, 구례군, 순천시 일부                            |
| 전남CBS 표준FM     | HLCL-FM        | 남산 중계소     | FM 89.5㎒  | 100W   | 전남 순천시 인제동 산42-2                               | 2015년 6월 10일  | 순천시, 보성군, 곡성군, 구례군, 광양시 일원                                                 |
| 대구CBS 표준FM     | HLKT-SFM       | 팔공산 송신소   | FM 103.1㎒ | 5㎾    | 경북 영천시 신녕면 치산리 산141-5 (TBC)                 | 1999년 3월 25일  | 대구광역시, 경상북도 경산시, 구미시, 영천시, 칠곡군, 경주시, 김천시, 고령군, 성주군, 청도군 |
| 대구CBS 표준FM     | HLKT-SFM       | 안동 중계소     | FM 92.3㎒  | 500W   | 경북 안동시 남선면 현내리 1-5 (cpbc 대구가톨릭평화방송) | 2014년 6월 25일  | 경상북도 안동시, 영주시, 문경시, 상주시, 예천군, 의성군, 영양군, 청송군, 봉화군             |
| 포항CBS 표준FM     | HLCB-FM        | 도음산 송신소   | FM 91.5㎒  | 3㎾    | 경북 포항시 북구 흥해읍 대련리 1104-1 (포항MBC)         | 2000년 10월 24일 | 경상북도 포항시, 경주시, 영덕군, 울진군                                                     |
| 부산CBS 표준FM     | HLKP           | 용호 송신소     | AM 1404㎑  | 10㎾   | 부산 남구 용호1동 54-1                                  | 1959년 12월 23일 | 부산광역시, 경상남도 양산시                                                                 |
| 부산CBS 표준FM     | HLKP-SFM(표준) | 황령산 송신소   | FM 102.9㎒ | 5㎾    | 부산 연제구 연산2동 산181-3 (KNN)                       | 1998년 12월 22일 | 부산광역시, 경상남도 양산시                                                                 |
| 울산CBS 표준FM     | HLCD-FM        | 무룡산 송신소   | FM 100.3㎒ | 3㎾    | 울산 북구 어물동 산195-3 (KT)                           | 2004년 3월 30일  | 울산광역시, 경상남도 양산시 일부                                                            |
| 경남CBS 표준FM     | HLCC-FM        | 불모산 송신소   | FM 106.9㎒ | 5㎾    | 경남 창원시 성산구 천선동 산213-8 (MBC경남)             | 2001년 3월 8일   | 경상남도 창원시, 김해시, 통영시, 거제시, 밀양시, 함안군, 의령군                             |
| 경남CBS 표준FM     | HLCC-FM        | 망진산 중계소   | FM 94.1㎒  | 250W   | 경남 진주시 망경동 631 (MBC경남)                        | 2016년 11월 21일 | 경남서부 지역                                                                               |
| 제주CBS 표준FM     | HLKO-FM        | 견월악 송신소   | FM 93.3㎒  | 3㎾    | 제주 제주시 봉개동 산78-1 (JIBS 제주방송)               | 2001년 6월 12일  | 제주시 지역                                                                                 |
| 제주CBS 표준FM     | HLKO-FM        | 어음 중계소     | FM 90.9㎒  |        | 제주 제주시 애월읍 어음리 산72-4                        |                  | 제주시 지역                                                                                 |
| 제주CBS 표준FM     | HLKO-FM        | 삼매봉 중계소   | FM 90.9㎒  | 1㎾    | 제주 서귀포시 서홍동 822-1 (JIBS 제주방송)              | 2001년 6월 12일  | 서귀포시 지역                                                                               |

## 음악FM
| 방송국         | 호출부호      | 송신소        | 음악FM     | 음악FM | 송신소 주소                                | 개국일/변경일    | 수신가능지역                                                 |
| 방송국         | 호출부호      | 송신소        | 주파수     | 출력   | 송신소 주소                                | 개국일/변경일    | 수신가능지역                                                 |
| -------------- | ------------- | ------------- | ---------- | ------ | ------------------------------------------ | ---------------- | ------------------------------------------------------------ |
| CBS 음악FM     | HLKY-FM(음악) | 관악산 송신소 | FM 93.9㎒  | 7㎾    | 경기 과천시 중앙동 산12-1 (넥스콘테크)     | 1995년 12월 15일 | 서울, 인천, 경기                                             |
| CBS 음악FM     | HLKY-FM(음악) | 문산 중계소   | FM 93.9㎒  | 500W   | 경기 파주시 문산읍 선유리 산72             | 1997년 4월 24일  | 서울, 인천, 경기                                             |
| CBS 음악FM     | HLKY-FM(음악) | 강화 중계소   | FM 93.9㎒  | 500W   | 인천 강화군 하점면 부근리 252              | 1997년 4월 24일  | 서울, 인천, 경기                                             |
| 부산CBS 음악FM | HLKP-FM(음악) | 황령산 송신소 | FM 102.1㎒ | 1㎾    | 부산 연제구 연산2동 산181-3 (KNN)          | 2011년 2월 21일  | 부산광역시 전지역                                            |
| 부산CBS 음악FM | HLKP-FM(음악) | 녹산 중계소   | FM 105.3㎒ | 20W    | 부산 강서구 녹산동 산2-27 (봉화산)         | 2017년 2월 28일  | 부산광역시 전지역                                            |
| 대구CBS 음악FM | HLKT-FM(음악) | 앞산 송신소   | FM 97.1㎒  | 1㎾    | 대구 남구 대명동 산227-1 (KBS대구방송총국) | 2017년 12월 1일  | 대구광역시 전지역, 경산시, 구미시, 칠곡군, 성주군, 고령군 등 |
| 광주CBS 음악FM | HLEM-FM(음악) | 무등산 송신소 | FM 98.1㎒  | 1㎾    | 광주 북구 금곡동 산1-1 (kbc 광주방송)      | 2019년 1월 9일   | 광주광역시 전지역, 나주시, 담양군, 장성군 등                 |

## 코로나19 확진자 논란
- 2020년 8월 18일부터, 김정훈 기자가 코로나19 확진 판정을 받아 셧다운으로 모든 정규 프로그램 편성을 중단하고 음악방송으로 대체되었다가, 8월 20일까지 정오를 기해 모든 정규 방송을 정상화했다.

알려드립니다.
2020년 8월 17일부터, 오전 김현정의 뉴스쇼에 출연했던 당사 기자가 8월 18일까지 저녁에 코로나19 확진 판정을 받았습니다. 제작진 추가 감염과 코로나 확산 방지를 위해 CBS는 정부 방역지침에 따라 준비해온 코로나 방역 매뉴얼에 의해 스튜디오가 폐쇄됨에 따라 8월 20일부터 정오까지 정규방송을 중단하고 비상음악 송출을 하고 있습니다.
정규방송에 차질을 빚게 되어 청취자 여러분께 깊은 사과의 말씀을 드립니다.

CBS는 코로나 확진자 발생에 따라 본사를 봉쇄하고 스튜디오와 건물 전체에 대한 방역을 실시했고 모든 직원에 대한 재택근무 명령을 내렸습니다. 밀접 접촉한 방송 제작진과 출연자에 대해서는 코로나 검사를 실시하고 자가 격리를 통해서 추가 확산을 막고 신속하게 정규방송을 재개할 수 있도록 하겠습니다.— 관계자 일동

## 기타
- 한국기독교총연합회, 한국교회연합에는 가입 하지 않았고, 한국기독교교회협의회에 가입했다.

## 아나운서

#### 남자 라디오국 아나운서
- 이봉규
- 박재홍
- 송정훈
- 김덕기
- 이강민
- 송인찬

#### 여자 라디오국 아나운서
- 장주희
- 최정원
- 김은영
- 김용신
- 서연미
- 유지수
- 정민아
- 백원경
- 김윤주
- 이지민
- 채선아
- 하효진

#### 전직 아나운서
- 김태욱
- 박영만
- 김정일
- 유영재
- 김필원
- 박명규
- 심기식
- 신지혜

## 같이 보기
- 한국기독교교회협의회
- CBS 소년소녀 합창단